# Ratmalana Airport

i8
i11
i13
Der Ratmalana Airport (ursprünglich auch als Colombo Airport bekannt, IATA-Code: RML, ICAO-Code: VCCC) war der erste internationale Flughafen in Ceylon. Der rund 12 Kilometer südlich der sri-lankischen Hauptstadt Colombo gelegene Flughafen wird seit der Eröffnung des Bandaranaike International Airport im Jahr 1967 nur noch im nationalen Linienverkehr angeflogen, seit 2012 auch wieder im internationalen Geschäftsflugverkehr. Betreiber ist das sri-lankische Staatsunternehmen Airport & Aviation Services. Auf dem Flughafengelände befindet sich zudem die Sri Lanka Air Force Base Ratmalana sowie ein Luftfahrtmuseum.

## Geschichte
Die britische Kolonialverwaltung begann im Jahr 1934 mit der Planung eines Flugplatzes südlich von Colombo, um Ceylon in das Postflugnetz der indischen Tata Airlines einzubinden. Der Platz sollte eine 550 Meter (600 Yards) lange Startbahn erhalten und bereits Ende 1934 eröffnet werden. Der Bau und die Inbetriebnahme verzögerte sich durch Schwierigkeiten beim Landkauf sowie weiterer Probleme bis Anfang 1938. Zwischenzeitlich wurde das Gelände gelegentlich inoffiziell angeflogen. Als erstes Flugzeug landete am 17. November 1935 eine aus Madras (Indien) kommende De Havilland DH.80 Puss Moth des Madras Flying Club mit zwei Passagieren vor Ort.
Der Flughafen wurde am 28. Februar 1938 durch Sir Andrew Caldecott, dem Gouverneur von Ceylon, offiziell eröffnet. Tata Airlines nahm gleichzeitig den Postflugverkehr von Colombo über Bombay (Indien) nach Karatschi (Pakistan) auf und stellte einen Anschluss zum dortigen Streckennetz der Imperial Airways her. Kurz nach der Inbetriebnahme wurde eine Anflugbefeuerung installiert. Die Grundsteinlegung des heutigen Terminalgebäudes erfolgte im August 1939. Im selben Jahr wurde beschlossen, die Landebahn auf 1.280 Meter (1400 Yards) zu verlängern, unter anderem um der niederländischen KLM eine Landemöglichkeit auf ihrer Strecke von Amsterdam nach Batavia zu bieten. Durch den Ausbruch des Zweiten Weltkriegs nahm KLM die Verbindung über Ceylon aber nicht auf. Während des Kriegs wurde der Flughafen weiterhin von Tata Airlines angeflogen und daneben auch militärisch genutzt.
Die neu gegründete Air Ceylon bot ab Sommer 1947 Passagierflüge in die indischen Städte Trichinopoly und Madras an. Im September 1948 eröffnete British Overseas Airways Corporation (BOAC) eine wöchentliche Linienverbindung von London über Karatschi (Pakistan) nach Colombo. Air Ceylon bediente diese Strecke zusätzlich ab Sommer 1949 und richtete am 20. Januar 1950 in Kooperation mit Australian National Airways einen wöchentlichen Liniendienst über Singapur nach Sydney ein. In den frühen 1950er-Jahren flog auch die US-amerikanische Trans World Airlines (TWA) den Flughafen im Langstreckenverkehr planmäßig über Europa an. BOAC setzte ab dem 11. August 1952 die De Havilland DH.106 Comet auf ihrer Colombo-Route ein und war damit die erste Gesellschaft, die den Ratmalana Airport mit Strahlflugzeugen anflog. Wegen einer Grundsanierung der Startbahn wurde der Flughafen am 1. März 1958 vorübergehend geschlossen und sämtliche Flüge über den nördlich von Colombo gelegenen Katunayake Airport abgewickelt, der ein Jahr zuvor von der Royal Air Force an Ceylon abgetreten worden war. Anfang der 1960er-Jahre wurde beschlossen, den Katunayake Airport zum neuen internationalen Flughafen des Landes auszubauen. Mit dessen Eröffnung im Jahr 1967 verlor der Ratmalana Airport seinen internationalen Status und wird seitdem nur noch im nationalen Linienverkehr angeflogen sowie von der Luftwaffe Sri Lankas als Militärflugplatz genutzt.
Der zivile Betrieb kam mit dem Ausbruch des Bürgerkriegs in Sri Lanka am Anfang der 1980er-Jahre fast vollständig zum Erliegen. Nach Ende des Konflikts gewinnt der Flughafen aufgrund seiner Stadtnähe seit 2009 wieder an Bedeutung für den nationalen Passagier- und Frachtverkehr. Im August 2012 erhielt er seinen internationalen Status zurück. Bislang werden über den Ratmalana Airport jedoch international nur Geschäftsreiseflüge abgewickelt.

## Zwischenfälle
- Am 3. November 1945 brach bei einer Avro York C.1 der Royal Air Force (Luftfahrzeugkennzeichen MW120) während der Landung auf dem Flughafen Colombo-Ratmalana das Fahrwerk zusammen. Die Maschine schlitterte von der Landebahn und wurde irreparabel beschädigt. Alle Insassen, Besatzungsmitglieder und Passagiere, überlebten den Unfall.[14][15]

- Am 15. November 1961 ging eine Vickers Viscount 768D der Indian Airlines (VT-DIH) bei der Landung auf dem Flughafen Colombo-Ratmalana zu Bruch. Ohne jeden ersichtlichen Grund gab der Erste Offizier gleich nach dem Aufsetzen Vollgas und fuhr gleichzeitig das Fahrwerk ein. Das Flugzeug rutschte auf dem Bauch von der Landebahn herunter und  wurde irreparabel beschädigt. Alle 42 Insassen, sechs Besatzungsmitglieder und 36 Passagiere, überlebten. Ein ähnlicher Unfall mit unkoordiniertem Einfahren des Fahrwerks ereignete sich später mit einer De Havilland DHC-8-400 der Luxair am Flughafen Saarbrücken.[16]

- Am 7. September 1978 explodierte ein Sprengsatz an Bord einer Hawker-Siddeley HS 748 Srs.2 der Air Ceylon (4R-ACJ) vor dem Abflug vom Flughafen Colombo-Ratmalana. Die Maschine sollte ohne Passagiere zum Flughafen Colombo-Katunayake überführt werden. Die beiden Piloten, die sich als einzige Insassen im Flugzeug befanden, überlebten den Anschlag. Das Flugzeug wurde irreparabel beschädigt.[17]

- Am 21. Februar 1997 überrollte eine Antonow An-32 (CR865) der Sri Lanka Air Force beim Start das Bahnende. Drei der 63 Insassen kamen ums Leben.[18]